# Chozen
Chozen è una serie televisiva animata statunitense, creata da Grant Dekernion nel 2014 e trasmessa negli Stati Uniti da FX.

## Trama
La serie racconta le avventure di Chozen, un rapper bianco omosessuale che è uscito di prigione. Armato di nuovi messaggi, Chozen vuole riportare in alto la sua fama di artista rap. La sua musica e i suoi testi puntano sugli stereotipi del machismo e della misoginia che, secondo lui, sono sinonimi di musica rap.

## Produzione
Chozen viene annunciato originariamente da FXX rete spin-off del noto canale FX lanciato nel 2013. Successivamente, la serie viene riassegnata a FX dove è andata in onda, insieme ad Archer, il lunedì sera. La serie vede una collaborazione tra i produttori di Eastbound & Down e quelli del già citato Archer. Il 14 maggio 2014 Chozen viene cancellato dopo una sola stagione. La prima stagione di Chozen è stata distribuita in DVD il 16 dicembre 2014, esclusivamente attraverso Amazon grazie alle votazioni dei "prodotti su richiesta".